# Suzuki Palette
Suzuki Palette — кей-кар, выпускавшийся с января 2008 по февраль 2013 года компанией Suzuki.

## Описание
Suzuki Palette имеет две задние сдвижные двери. Прямым конкурентом автомобиля является Daihatsu Tanto.
В 2009 году Suzuki Palette S был заменён моделью Suzuki Palette SW, чей фейслифтинг является отсылкой на Daihatsu Tanto Custom. 1 декабря 2009 года на Токийском автосалоне компания Nissan  представила OEM-версию — Nissan Roox Highway Star. 26 июня 2012 года компания Mazda представила модель Mazda Flair Wagon.
В феврале 2013 года Suzuki Palette был снят с производства.

## Галерея

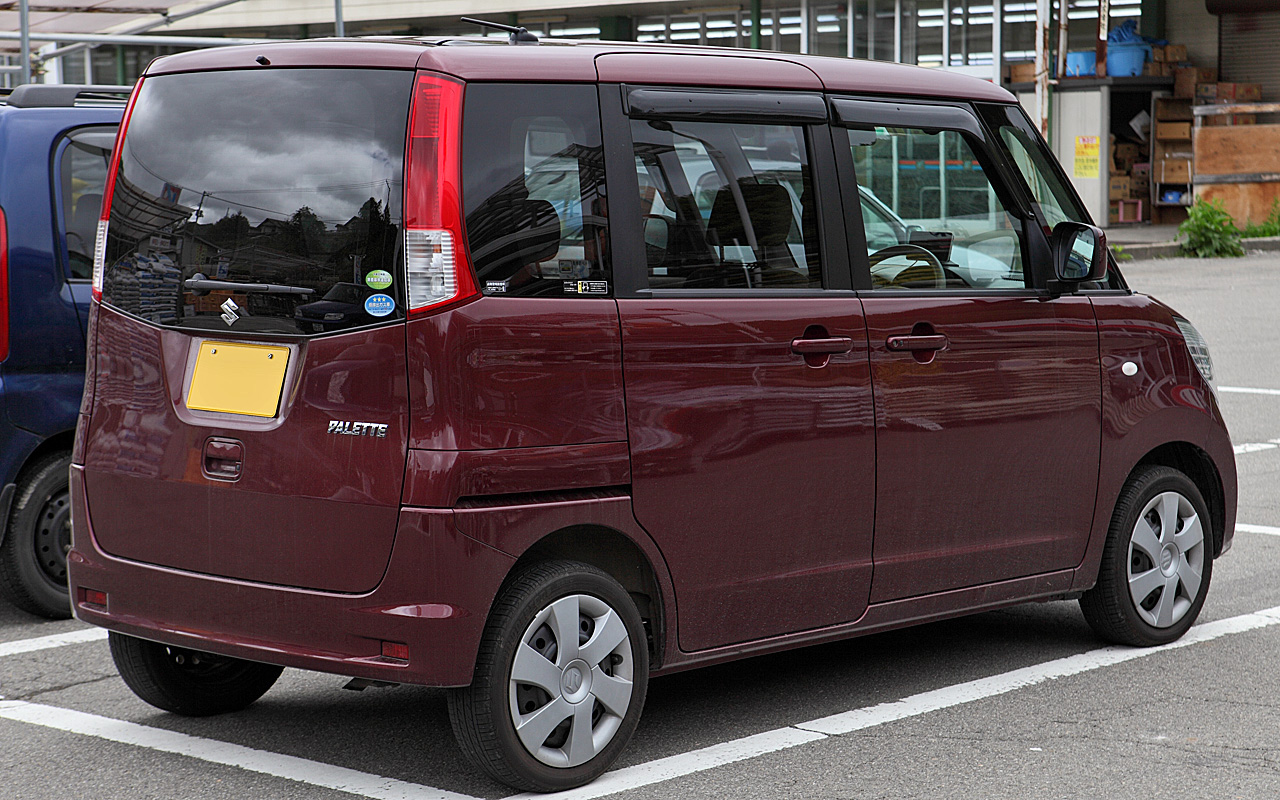
Вид сзади
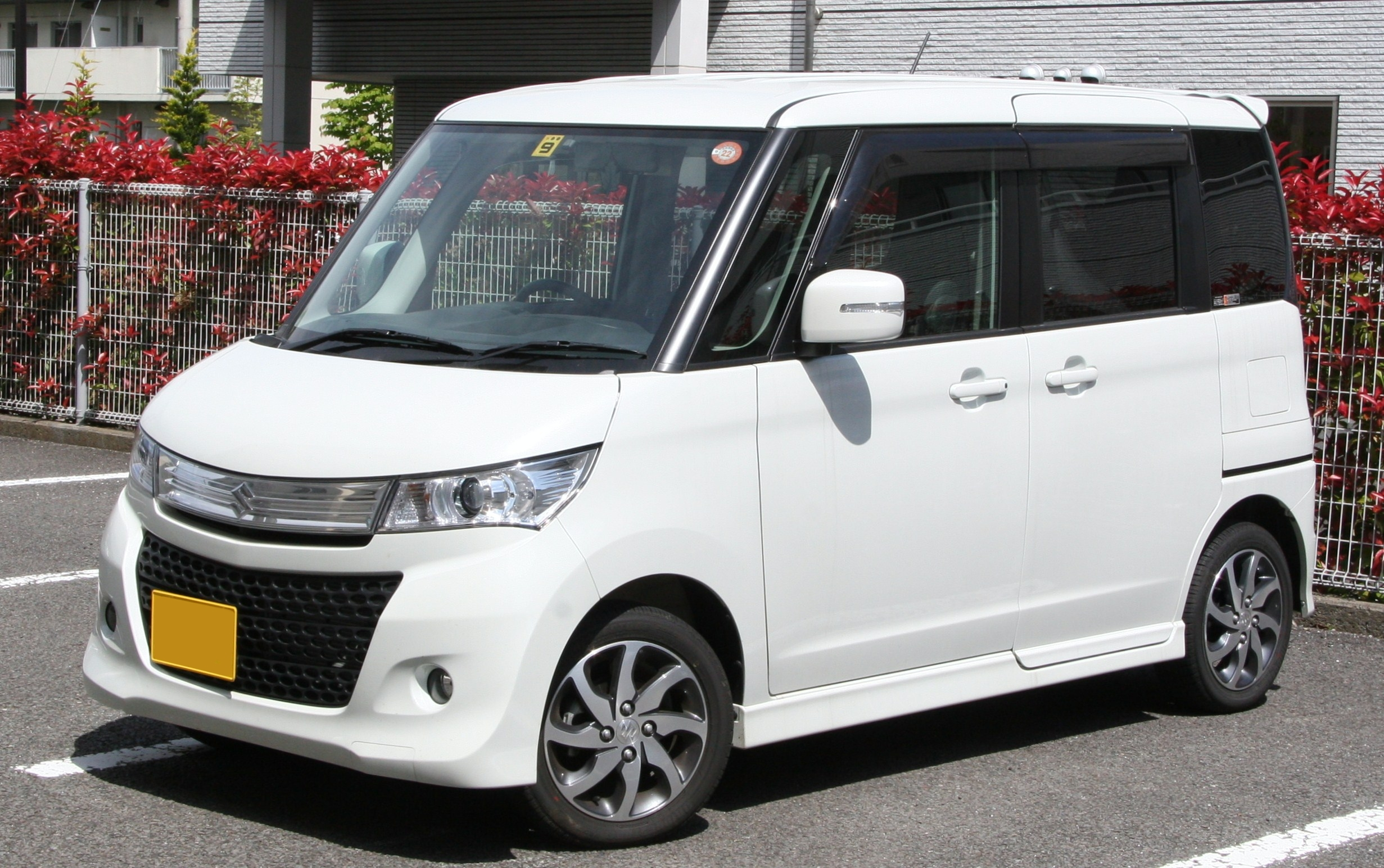
Suzuki Palette SW
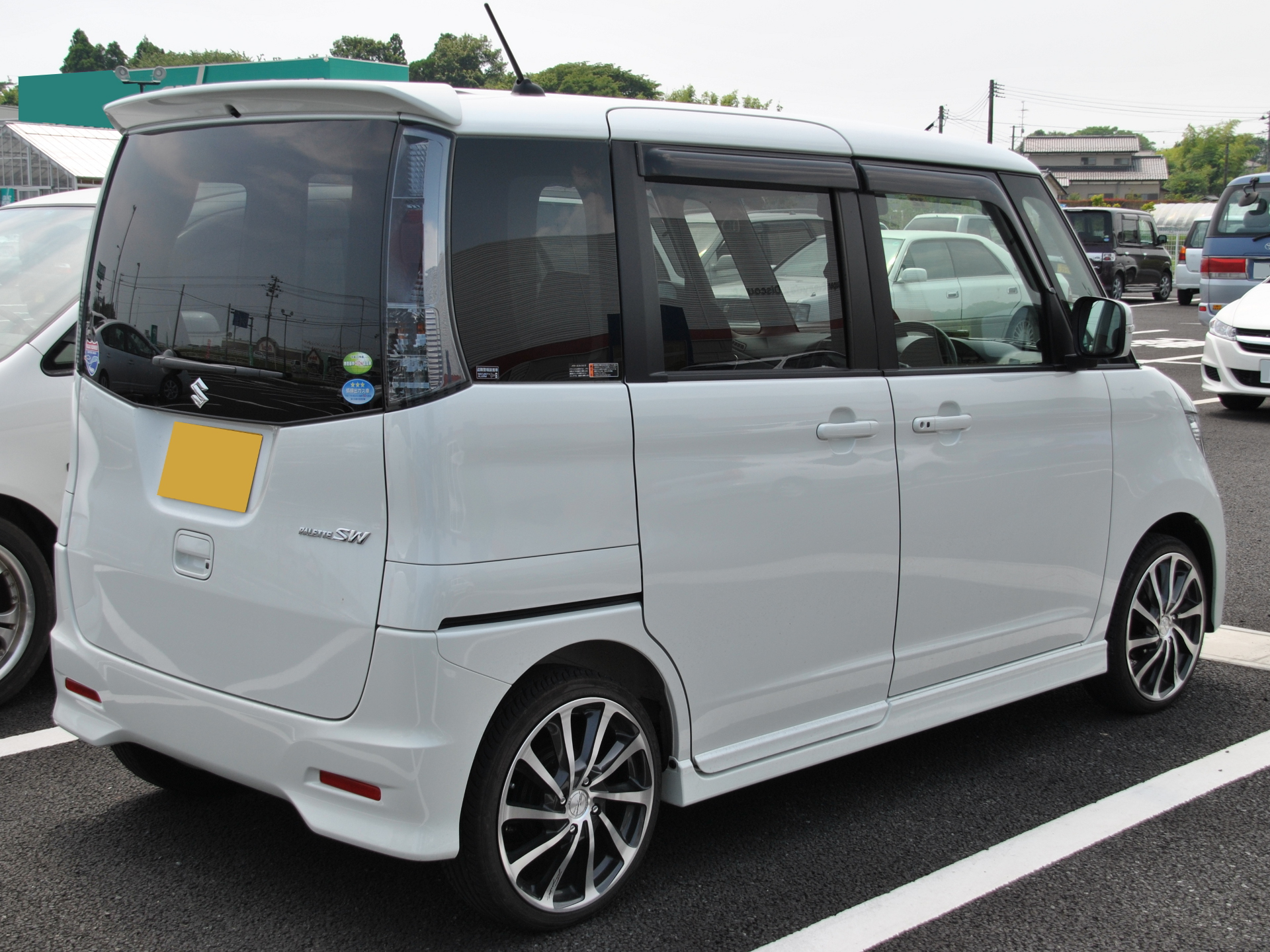
Suzuki Palette SW
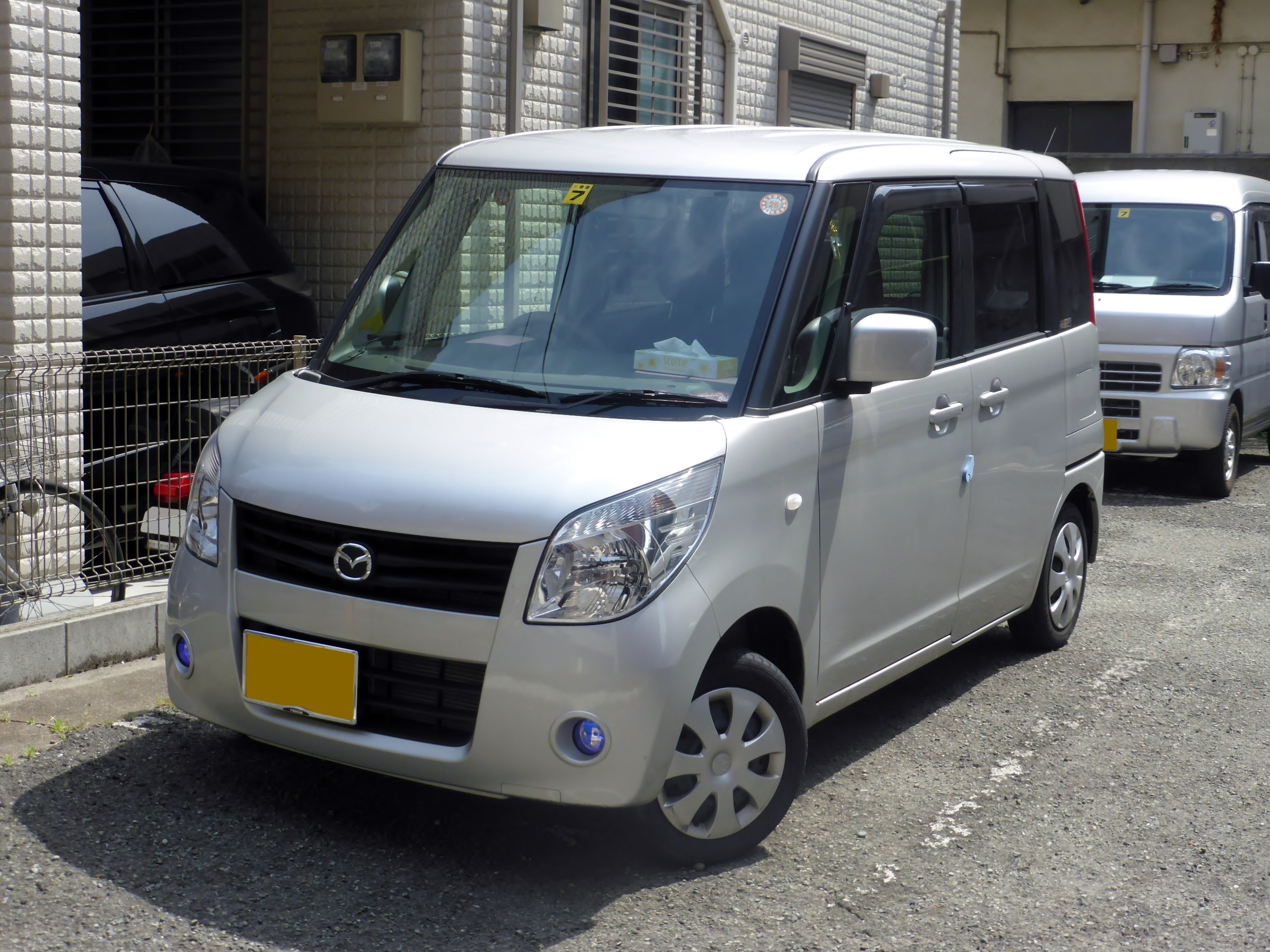
Mazda Flair Wagon
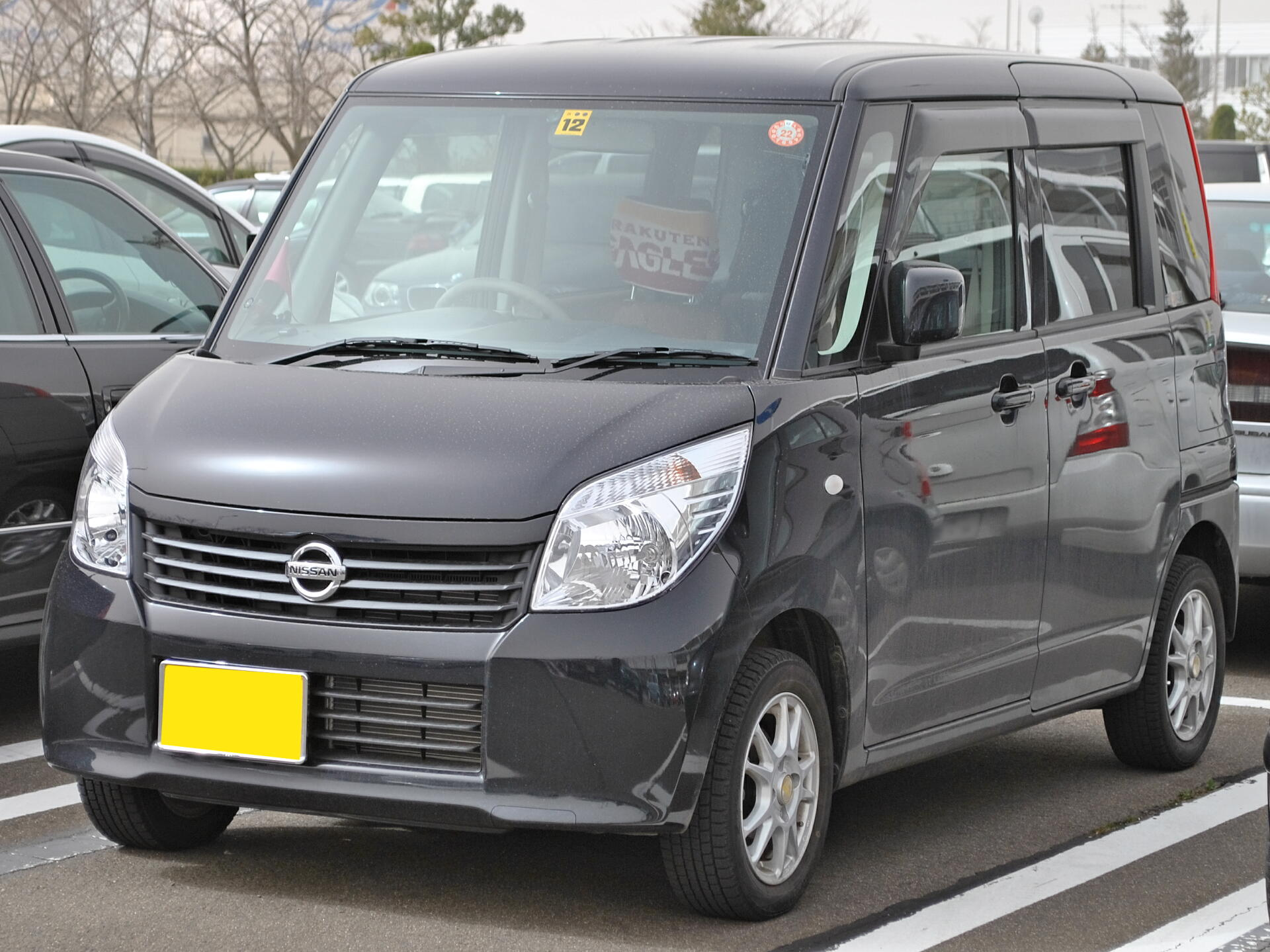
Nissan Roox
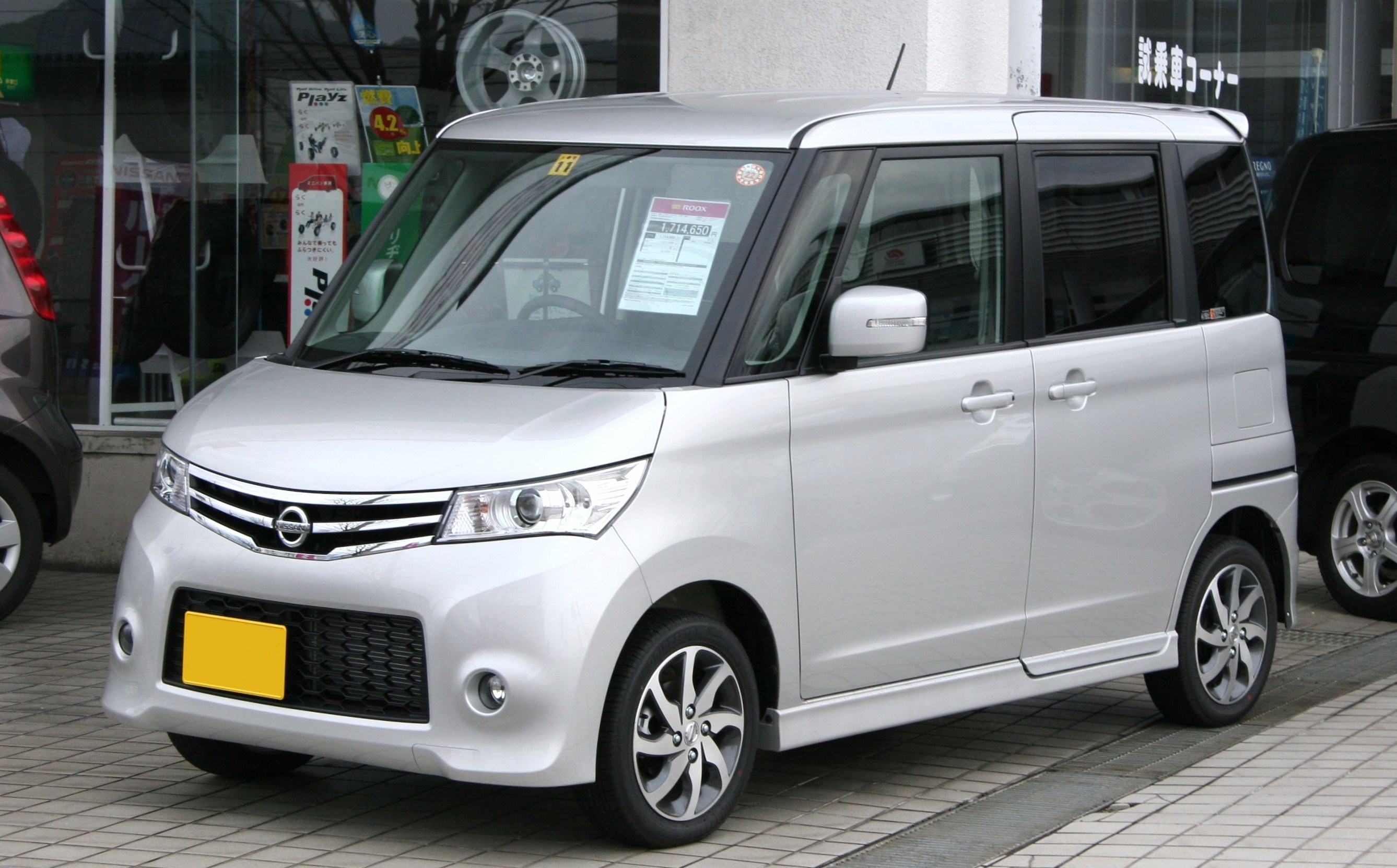
Nissan Roox Highway Star
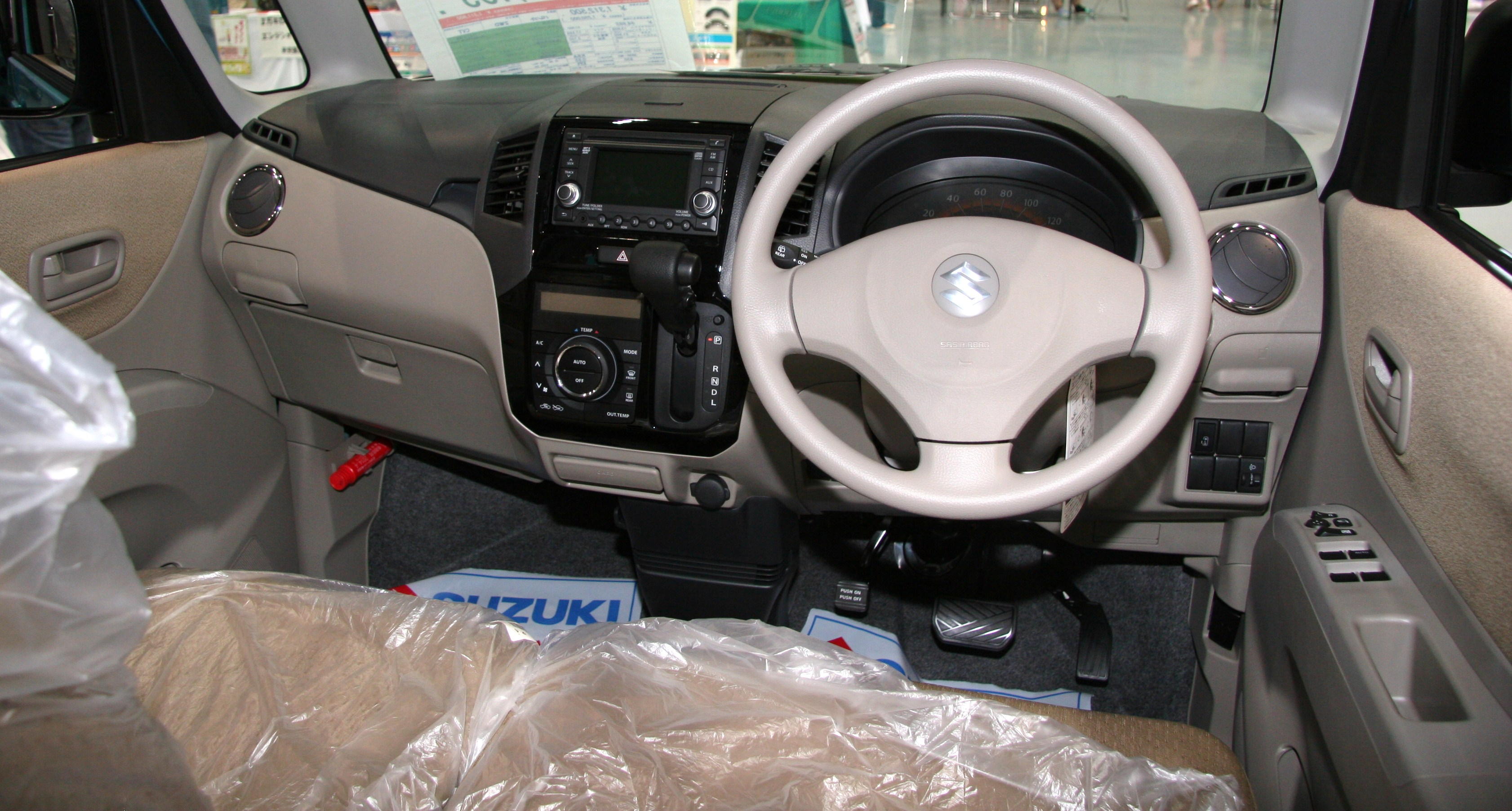
Интерьер Suzuki Palette X